# فلسطین (داستان تصویری)
فلسطین (عربی: فلسطين (قصة مصورة)) مجموعه‌ای از داستان‌های مصور هنرمند آمریکایی جو ساکو است. این کتاب یکی از اولین کتابهایی است که در زمینه داستان‌نگاری در نظر گرفته شده‌است. او در زمستان سال ۱۹۹۱ به مدت دو ماه به اسرائیل و سرزمین‌های اشغالی فلسطین رفت. در سال ۱۹۹۶، او جایزه کتاب آمریکا برای کار خود را گرفت. جو در داستان‌ها و نقاشی‌های خود، رنج فلسطینی‌ها را نشان می‌دهد.